# Владислав Козакевич
Владислав Козакевич  (пол. Władysław Kozakiewicz, нар. 8 грудня 1953, Шальчинінкай, нині Литва) — польський легкоатлет, олімпійський чемпіон, світовий рекордсмен.
Козакевич переміг на Московській олімпіаді, встановивиши новий світовий рекорд — 5 м 78 см. Після переможного стрибка він зробив жест, який стали називати жестом Козакевича.

## Виступи на Олімпіадах
| Олімпіада     | Дисципліна         | Місце |
| ------------- | ------------------ | ----- |
| Монреаль 1976 | стрибки з жердиною | 11    |
| Москва 1980   | стрибки з жердиною | 1     |